# André Delvaux
André Delvaux (ur. 21 marca 1926 w Heverlee, zm. 4 października 2002 w Walencji) – belgijski reżyser i scenarzysta filmowy.

## Życiorys
Studiował prawo, grę na fortepianie i filologię germańską, później wykładał w szkole filmowej w Brukseli. 
W 1955 zadebiutował krótkim filmem, Nous étions treize. W 1965 nakręcił flamandzkojęzyczny film – oniryczny dramat psychologiczny De man die zijn haar kort liet knippen (Mężczyzna z ogoloną głową), który przyniósł mu międzynarodowy sukces i uznanie. 
Inne ważne jego filmy to En vro-u tussen hand en wolf (Kobieta o zmierzchu) i Benvenuta (1983). Eksperymentował w dziedzinie obrazowania filmowego.
Zasiadał w jury konkursu głównego na 28. (1975) oraz na 33. MFF w Cannes (1980).